# Gelderse Smalspoor Stichting
De Gelderse Smalspoor Stichting (GSS) is een spoorwegmuseum dat in 1984 in de Gelderse plaats Wijchen werd opgericht.
Tussen 1991 en 1996 werd samengewerkt met speeltuin De Blije Dries te Wijchen. Hier konden de bezoekers van de speeltuin op de woensdagmiddag en de zondag een ritje maken met de smalspoortrein. De lijn omschreef een rondje van 800 meter en was aangelegd in een grindbed. Het depot was bescheiden. De collectie omvatte destijds zo'n 15 smalspoorlocomotieven. Na de periode bij De Blije Dries heeft het merendeel van de collectie enige tijd op oude NS rongenwagens op het emplacement van Nijmegen gestaan.
Na 14 maanden werd een nieuwe locatie gevonden in de Ooijpolder nabij het plaatsje Ooij op het terrein van steenfabriek Wienerberger te Erlecom. De lijn moest voor een groot deel opgebroken worden toen er in 2003 naast de steenfabriek een zand- en grindwinningsgebied ontstond (van het bedrijf K3). Door deze zandwinning was de GSS genoodzaakt om voor eind 2006 weer van locatie te veranderen.
Het museum is sinds oktober 2005 gevestigd op het terrein van de Steenbakkerij Randwijk te Heteren (Gemeente Overbetuwe). De steenfabriek is een rijksmonument. Het museum beschikt over een 700 mm hoofdlijn waarop met veldspoor materieel gereden wordt. Men verzamelt voornamelijk materiaal dat bij de steenindustrie gebruikt is.

## Galerij

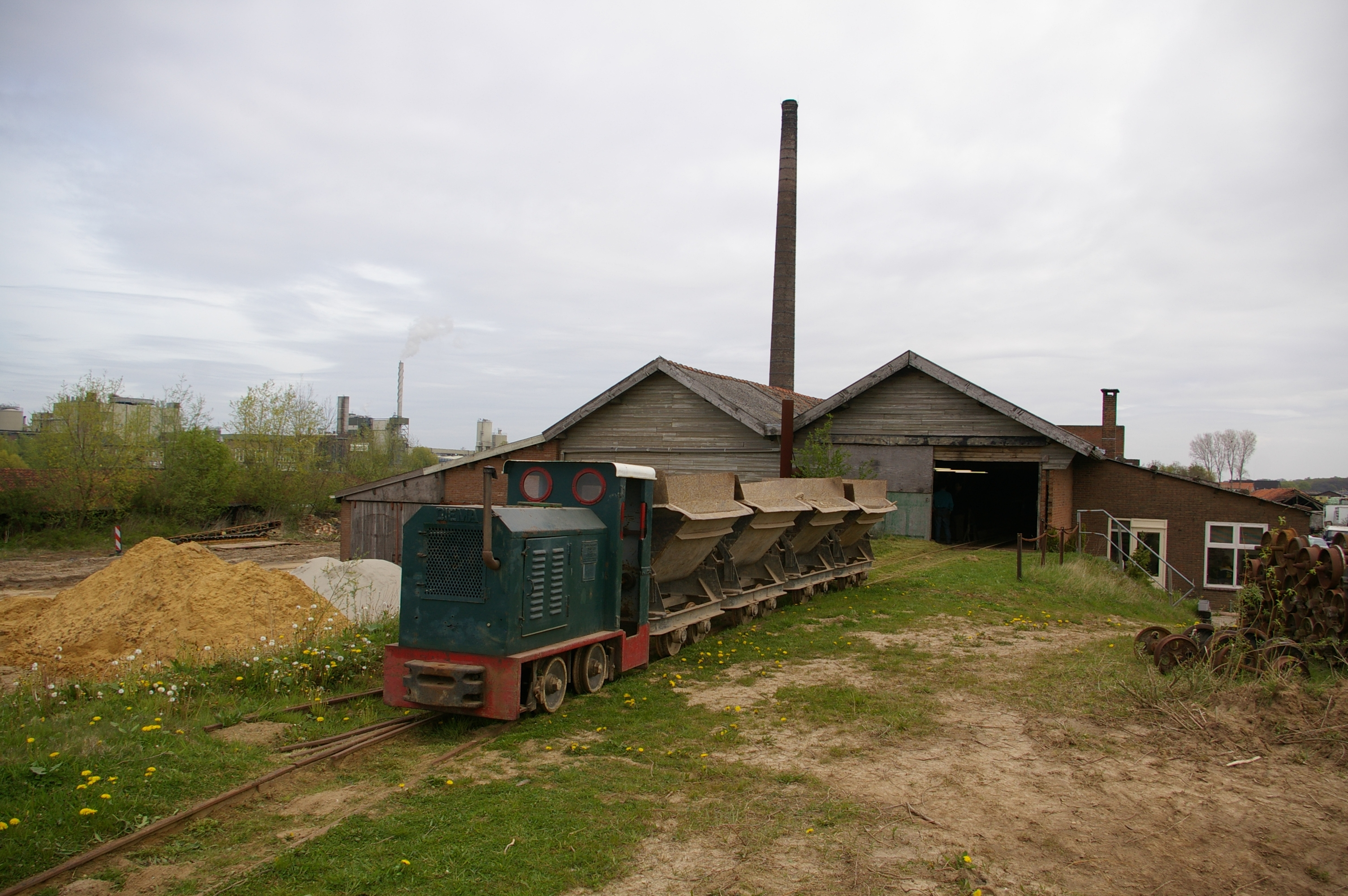
Trein op het terrein
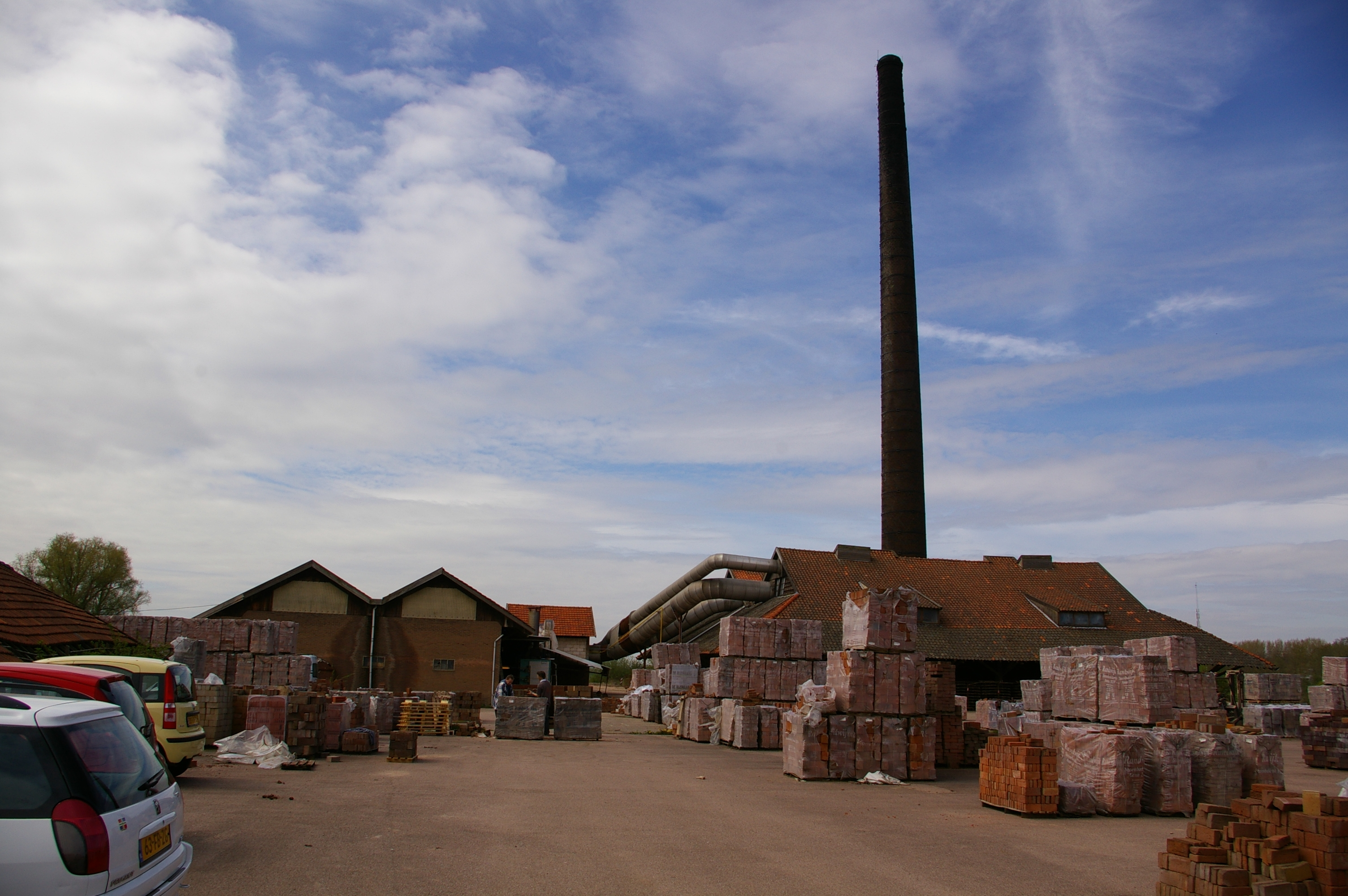
Steenbakkerij Randwijk